# Борисенков Віктор Олександрович
Віктор Олександрович Борисенков (9 травня 1999 — 4 квітня 2023) — старший солдат Збройних сил України, учасник російсько-української війни.

## Життєвий шлях
Народився в селищі Батурин Бахмацького району Чернігівської області.
У 2006—2015 навчався в Батуринській загальноосвітній школі І—ІІІ ступенів імені Григорія Орлика, в 2015—2018 — у Конотопському професійному аграрному ліцеї, де здобув професію водія та слюсаря з ремонту сільськогосподарських та лісогосподарських автотранспортних засобів.
Закінчив Бахмацьку школу мистецтв імені Андрія Розумовського (спеціальність — баян) і самостійно опанував гру на гітарі.
27 червня 2022 підписав контракт на три роки служби у Збройних Силах України. Пройшов навчання у Великій Британії, здобув військову спеціальність стрільця.
9 вересня 2022 розпочав службу у взводі охорони 14-го окремого вузла зв'язку одного з підрозділів 58-ї окремої мотопіхотної бригади імені гетьмана Івана Виговського
4 квітня 2023, перебуваючи на бойовому посту в селі Печенюги Новгород-Сіверського району, старший солдат Віктор Борисенков героїчно загинув.
Похований 6 квітня 2023 в Батурині.

## Нагороди
- Орден «За мужність» III ступеня (посмертно).[1]
- Відзнака Президента України «За оборону України» (посмертно).[2]